# Stephanocyathus platypus
Espèce
Statut CITES

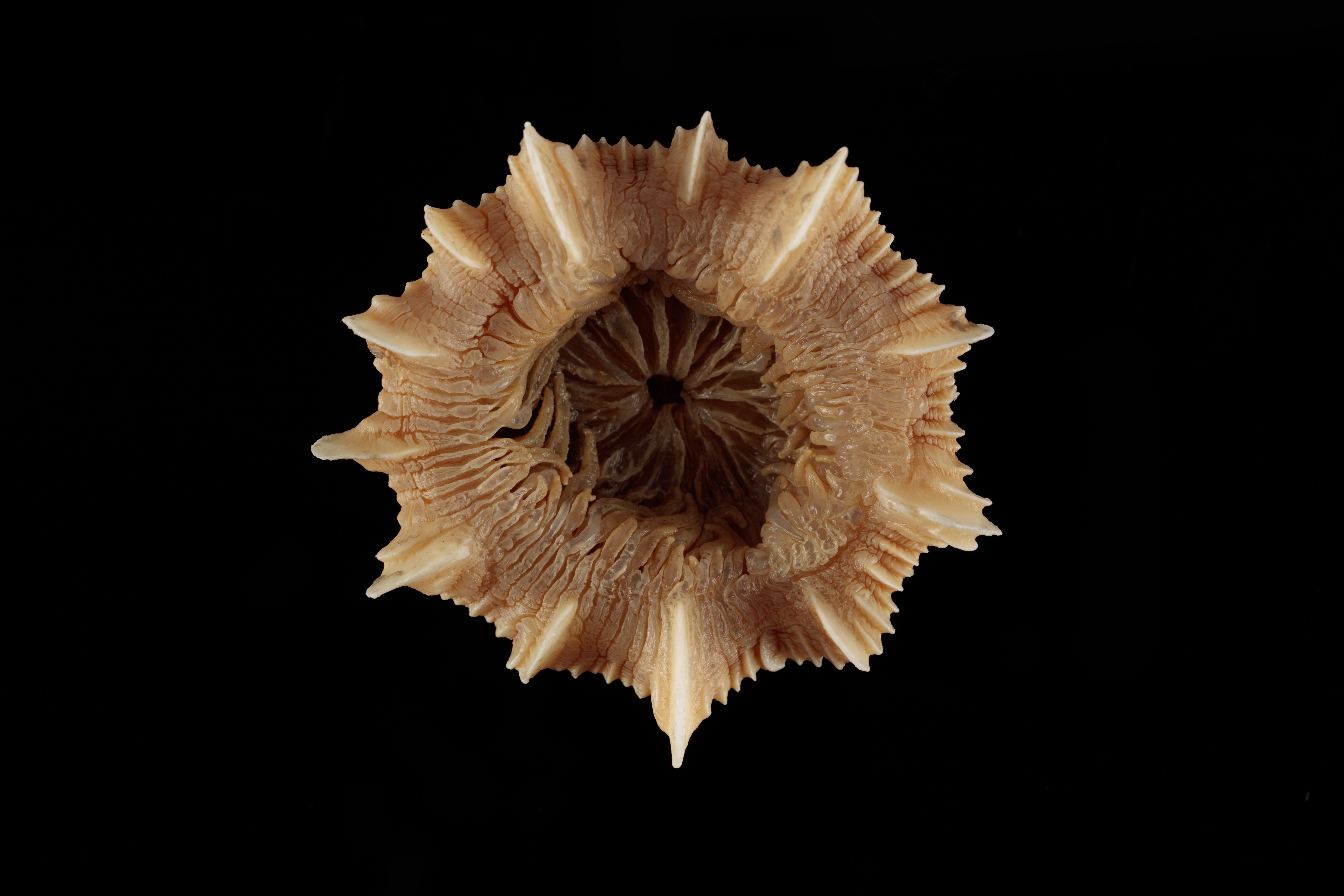
Morceau de stephanocyathus.

Stephanocyathus platypus est une espèce de coraux appartenant à la famille des Caryophylliidae. Selon la base de données WoRMS, Stephanocyathus platypus fait partie du sous-genre Stephanocyathus (Stephanocyathus) Seguenza, 1864.